# 한국기술부사관고등학교
한국기술부사관고등학교(韓國技術副士官高等學校)는 대한민국 전북특별자치도 진안군 진안읍 군상리에 있는 공립 고등학교이다.

## 학교 연혁
- 1956년 3월 5일 : 진안농업고등학교 설립인가
- 1973년 3월 1일 : 진안종합고등학교 개편(농과 3, 농가정과 3, 보통과 6학급)
- 1981년 9월 11일 : 진안고등학교 개편
- 1991년 10월 12일 : 진안공업고등학교로 개편(공업계 12학급)
- 2007년 12월 5일 : 특성화 고등학교 지정
- 2018년 6월 20일 : 학과개편 승인(기계과 2학급, 전기과 2학급)
- 2018년 7월 13일 : 국방부 군(軍)특성화고 지정(건설장비운용)
- 2019년 7월 18일 : 국방부 군(軍)특성화고 추가지정(통신장비운용)
- 2021년 9월 28일 : 자율학교 재지정(특성화고, 전국단위 학생모집, 3년)
- 2024년 1월 19일 : 제66회 졸업식 49명 졸업 (총 6,801명 졸업)
- 2024년 3월 1일 : 한국기술부사관고등학교 교명 변경
- 2024년 3월 4일 : 2024학년도 신입생 입학(기계시스템과 2학급 39명, 전기시스템과 2학급 40명)
- 2024년 9월 1일 : 제31대 손준모 교장 부임

## 설치 학과
- 기계과
- 전기과
- 전기시스템과
- 기계시스템과

## 참고 자료
- 한국기술부사관고등학교 - 한국교육학술정보원 학교알리미